# 로살바 네리

로살바 네리(Rosalba Neri, 1939년 6월 19일 ~ )는 이탈리아의 영화배우이다.
포를리에서 태어났다.

## 영화
- 위험한 관계 (1974년)
- 여자 프랑켄슈타인 (1971년)
- 99명의 여자 (1969년)
- 더 스파이 위드 텐 페이스 (1966년)
- 기드온과 삼손 (1965년)
- 미녀 헬렌과 파라온 (1964년)
- 토토, 펩피노 앤 라 돌체 비타 (1961년)
- 지구 중심의 헤라클레스 (1961년)
- 에스더와 왕 (1960년)